# Sirens (Pearl Jam)
Sirens è un singolo del gruppo musicale statunitense Pearl Jam, il secondo estratto dal decimo album in studio del gruppo, Lightning Bolt, il 18 settembre 2013.

## Descrizione
Il chitarrista Mike McCready ha composto il brano dopo aver assistito ad uno spettacolo del The Wall Live Tour di Roger Waters nel 2011, sostenendo che voleva "scrivere qualcosa che suonasse simile ai Pink Floyd". Il testo curato dal cantante Eddie Vedder riguarda le sue preoccupazioni sulla mortalità e su ciò che il futuro riserva per le prossime generazioni.
Brendan O'Brien, produttore fidato del gruppo dal 1993, l'ha definita come una delle canzoni più belle che i Pearl Jam abbiano mai scritto.

## Video musicale
Il video musicale della canzone è stato diretto da Danny Clinch e pubblicato il 18 settembre 2013.
La versione utilizzata nel video differisce leggermente da quella presente nell'album, in quanto gli strumenti sono stati registrati dal vivo per l'occasione.

## Classifiche
| Classifica (2013)               | Posizione massima |
| ------------------------------- | ----------------- |
| Austria                         | 63                |
| Belgio (Fiandre)                | 21                |
| Belgio (Vallonia)               | 49                |
| Canada                          | 31                |
| Croazia                         | 28                |
| Germania                        | 86                |
| Irlanda                         | 27                |
| Italia                          | 14                |
| Nuova Zelanda                   | 36                |
| Paesi Bassi                     | 42                |
| Portogallo                      | 2                 |
| Spagna                          | 28                |
| Stati Uniti                     | 76                |
| Stati Uniti (adult alternative) | 1                 |
| Stati Uniti (alternative)       | 4                 |
| Stati Uniti (mainstream rock)   | 6                 |
| Stati Uniti (rock)              | 11                |
| Svizzera                        | 49                |